# Agnès Clancier
Agnès Clancier (n. 8 iunie 1963, Bellac, Limousin, Franța), este o romancieră franceză.

## Originile și studiile
Agnès Clancier s-a născut la Bellac, Haute-Vienne, în Limousin, ca și înaintașul său, Jean Giraudoux. Părinții scriitoarei erau cadre didactice.  Agnès Clancier și-a făcut studiile secundare la Limoges. A studiat la IRA de la Bastia (Corsica) și la Școala Națională de Administrație (în franceză: l’École nationale d'administration - ENA), promoția René Char.

## Cariera
Agnès Clancier a trăit la Paris și la Sydney, în Australia.
În anul 2002, după mulți ani de demersuri, de tracasări administrative, a reușit să adopte o fetiță din Kiev, Ucraina.
În perioada 2003-2006, Agnès Clancier a trăit, alături de fiica sa adoptivă, la  Sydney. Aici ea scrie romanul Port Jackson, cel de-al patrulea roman al său, apărut în anul 2007, la editura Gallimard din Paris. Port Jackson este povestea instalării europenilor în Australia, în anul 1788, prin vocea unei tinere deținute engleze, Elizabeth Murray.
Din anul 2007, Agnès Clancier trăiește la Ouagadougou, capitala statului Burkina Faso.

## Opera
- Murs, (2000), Éditions Climats
- L’île de Corail, (2001), Éditions Climats
- Le Pèlerin de Manhattan, (2003), Éditions Climats
- Port Jackson, (2007), collection Blanche, Gallimard.